# Lois Wilson
Lois Wilson (28 de junio de 1894 - 3 de marzo de 1988) fue una actriz estadounidense conocida fundamentalmente por su trabajo en el cine mudo.
Nacida en Pittsburg, Pensilvania, la familia de Wilson se trasladó a Alabama siendo ella muy joven. Se hizo maestra, y después acudió a California, donde ganó un concurso de belleza organizado por Universal Studios en 1915. Tras llegar a Hollywood, Lois hizo un pequeño papel en The Dumb Girl of Portici, protagonizada por la bailarina Anna Pávlova. 
Tras actuar en varias películas de diferentes estudios, Wilson se asentó en Paramount Pictures en 1919, empresa para la que trabajó hasta 1927. Fue una de las WAMPAS Baby Stars de 1922, y actuó en 150 películas. Los papeles más importantes de Lois son los de Molly Wingate en The Covered Wagon (1923) y el de Daisy Buchanan en la versión muda de El Gran Gatsby (1926). Trabajó junto a estrellas masculinas de la época tales como Rodolfo Valentino y John Gilbert.
Wilson demostró tener un gran talento, siendo capaz de interpretar primeros papeles románticos así como papeles secundarios. A pesar de que su transición al sonoro fue exitosa, Wilson no estaba satisfecha con los papeles que recibía en los años treinta, por lo que se retiró en 1941, habiendo rodado solo cinco títulos después de 1939. Lois se aventuró en Broadway y en la televisión tras su último papel en The Girl From Jones Beach (1947), junto a Ronald Reagan. Wilson actuó en las series televisivas The Guiding Light en (1952) y The Edge of Night. 
Lois Wilson no estuvo nunca casada, y fue elegida por Paramount Pictures para representar a la industria cinematográfica en la British Empire Exposition de 1924. Fue descrita como "típico ejemplo de chica americana, tanto en carácter como en cultura y belleza".
Lois Wilson falleció por una neumonía en el Riverside Hospital for Skilled Care en Reno (Nevada) el 3 de marzo de 1988. Tenía 93 años de edad. Fue enterrada en el Forest Lawn Memorial Park de Glendale, California. Su funeral fue llevado a cabo en el Good Shepherd de Beverly Hills, California. 
Lois Wilson tiene una estrella en el Paseo de la Fama de Hollywood.